# Данилюк Валерій Васильович
Вале́рій Васи́льович Данилю́к (10 травня 1984 — 15 березня 2023, Донецька область) — український військовослужбовець, солдат Збройних сил України, учасник російсько-української війни. Почесний громадянин міста Тернополя (2023, посмертно), Тернопільської області (2024, посмертно).

## Життєпис
Валерій Данилюк народився 10 травня 1984 року.
Після закінчення Тернопільського вищого професійного училища (спеціальності — зварювальник та водій) працював на заводі металоконструкцій.
Проходив службу під Києвом, згодом був відправлений на східний фронт. Загинув 15 березня 2023 року на Донеччині.
Похований 20 березня 2023 року на Алеї Героїв Микулинецького цвинтаря м. Тернополя.

## Нагороди
- почесний громадянин міста Тернополя (28 квітня 2023, посмертно) — за вагомий особистий вклад у становленні української державності та особисту мужність і героїзм у виявленні у захисті державного суверенітету та територіальної цілісності України[1];
- почесний громадянин Тернопільської області (2024, посмертно)[2].